# Hermine Dahlerus
Hermine Dahlerus, född 26 augusti 1976, är en svensk före detta innebandyspelare som spelade forward i Djurgårdens IF och i det svenska landslaget. Den 8 november 2009 blev hon historisk när hon som första svensk (både på dam- och herrsidan) och som första kvinna i världen spelade sin 100:e landskamp. . Dahlerus blev utsedd till VM-turneringens mest värdefulla spelare när Sverige vann innebandy-VM 2009, samtidigt blev hon återigen historisk som den spelare som totalt spelat flest matcher, gjort flest mål och mest poäng i VM genom tiderna.  Den 30 maj 2012 meddelade Dahlerus officiellt att hon avslutar sin karriär som spelare. Hon blir istället assisterande förbundskapten och team manager för det svenska U19-damlandslaget.